# Carrsville
Carrsville é uma cidade localizada no estado americano de Kentucky, no Condado de Livingston.

## Demografia
Segundo o censo americano de 2000, a sua população era de 64 habitantes.
Em 2006, foi estimada uma população de 73, um aumento de 9 (14.1%).

## Geografia
De acordo com o United States Census Bureau tem uma área de
0,5 km², dos quais 0,5 km² cobertos por terra e 0,0 km² cobertos por água.

## Localidades na vizinhança
O diagrama seguinte representa as localidades num raio de 20 km ao redor de Carrsville.